# Bara en dag
Bara en dag (originaltitel: Before Sunset) är en amerikansk independentfilm från 2004 i regi av Richard Linklater. Filmen är en uppföljare till Bara en natt från 1995 och utgör andra delen i en romantisk dramatrilogi med Before Midnight (2013) som tredje del. Vid Oscarsgalan 2005 var de fyra manusförfattarna nominerade till en utmärkelse i kategorin bästa manus efter förlaga för denna andra del, eftersom alla uppföljare automatiskt betraktas som bearbetningar. 

## Handling
Jesse (Ethan Hawke) och Céline (Julie Delpy) träffades på ett tåg för nio år sedan, men efter att ha tillbringat en natt i Wien tillsammans, förlorade de kontakten. Nu återser de spontant och överraskande varandra, när Jesse är i Paris, för att prata om och signera sin uppmärksammade debutroman This Time på legendariska Shakespeare and Company. Denna roman handlar om en ung amerikan som träffar en jämnårig fransyska på ett tåg, och spontant tillbringar en natt tillsammans med henne i Wien. I filmen får man nu följa författaren Jesse och den nuvarande statsvetaren tillika miljökämpen Céline under 80 minuter genom olika parismiljöer, med långa tagningar längs bland annat Promenade plantée, medan de utvecklar en alltmer känslomässigt laddad dialog i förhållande till varandra.

## Rollista
- Ethan Hawke – Jesse
- Julie Delpy – Céline
- Vernon Dobtcheff – bokhandlare
- Mariane Plasteig – servitris